# Perasis
Perasis är ett släkte av tvåvingar. Perasis ingår i familjen rovflugor.

## Arter inomPerasis[1]
- Perasis argentifacies
- Perasis brunnea
- Perasis carpenteri
- Perasis maura
- Perasis postica
- Perasis sareptana
- Perasis sussianae
- Perasis transcaspica
- Perasis transvaalensis
- Perasis violacea